# Mistrz Ołtarza z Schöppingen
Mistrz Ołtarza z Schöppingen – niemiecki malarz aktywny w latach 1445-1470 w Münster w Westfalii.

## Styl i działalność artystyczna
Jego przydomek pochodzi od ołtarza z kościoła parafialnego w Schöppingen powstałego przed rokiem 1457. Wzorcem dla jego sztuki były prace westfalskiego artysty Konrada z Soest. Prawdopodobnie studiował w Niderlandach lub dwukrotnie odbył podróże do tego kraju; przez pewien czas pozostawał pod wpływem twórczości Roberta Campina i Rogier van der Weydena. Na podstawie fizjonomii postaci, ich strojów i kostiumów przypuszcza się, iż podróżował po północnych Włoszech. Według Wolfganga Hütta mógł to być jeden z najwcześniejszych faktów podejmowania przez niemieckich artystów podróży do Italii.

### Ołtarz z Schöppingen

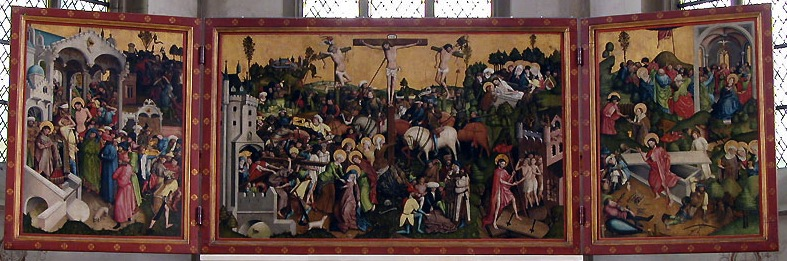
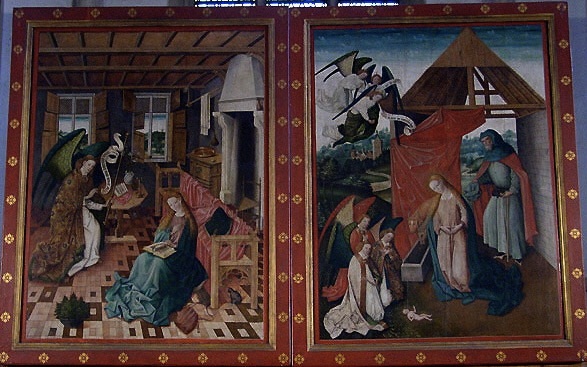

### Ołtarz w Halden

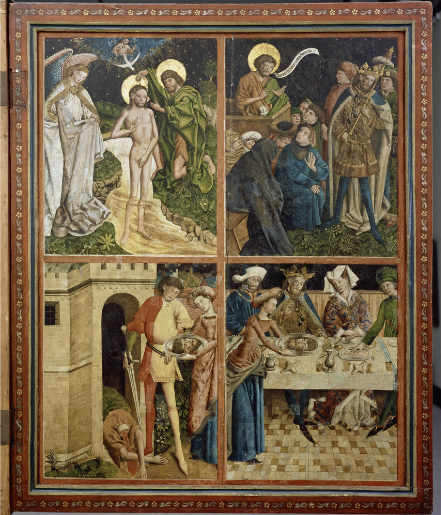
Skrzydło zewnętrzne
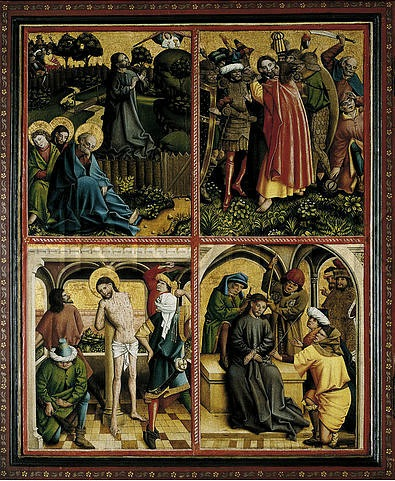
Skrzydło lewe
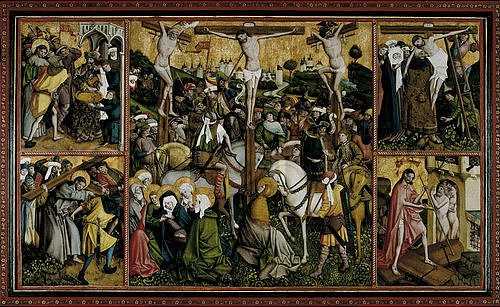
Kwatera środkowa
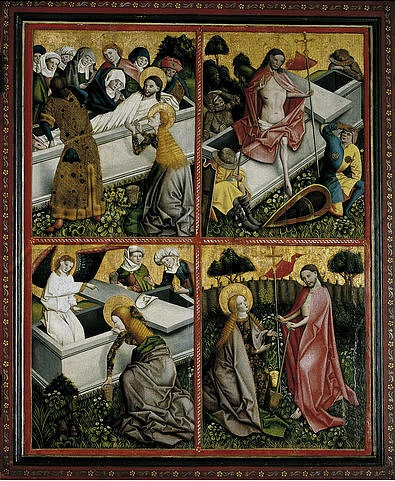
Skrzydło prawe
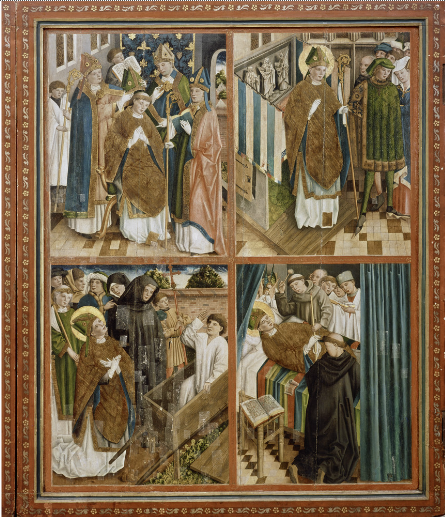
Skrzydło zewnętrzne

#### Kwatera środkowa

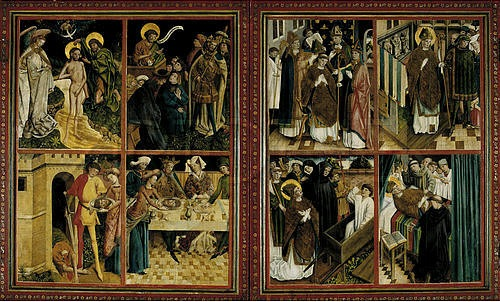
Skrzydła boczne zewnętrzne: sceny z życia Jana Chrzciciela i św. Ludgera